# Cornelia Zetzsche
Cornelia Zetzsche (* in Leipzig) 

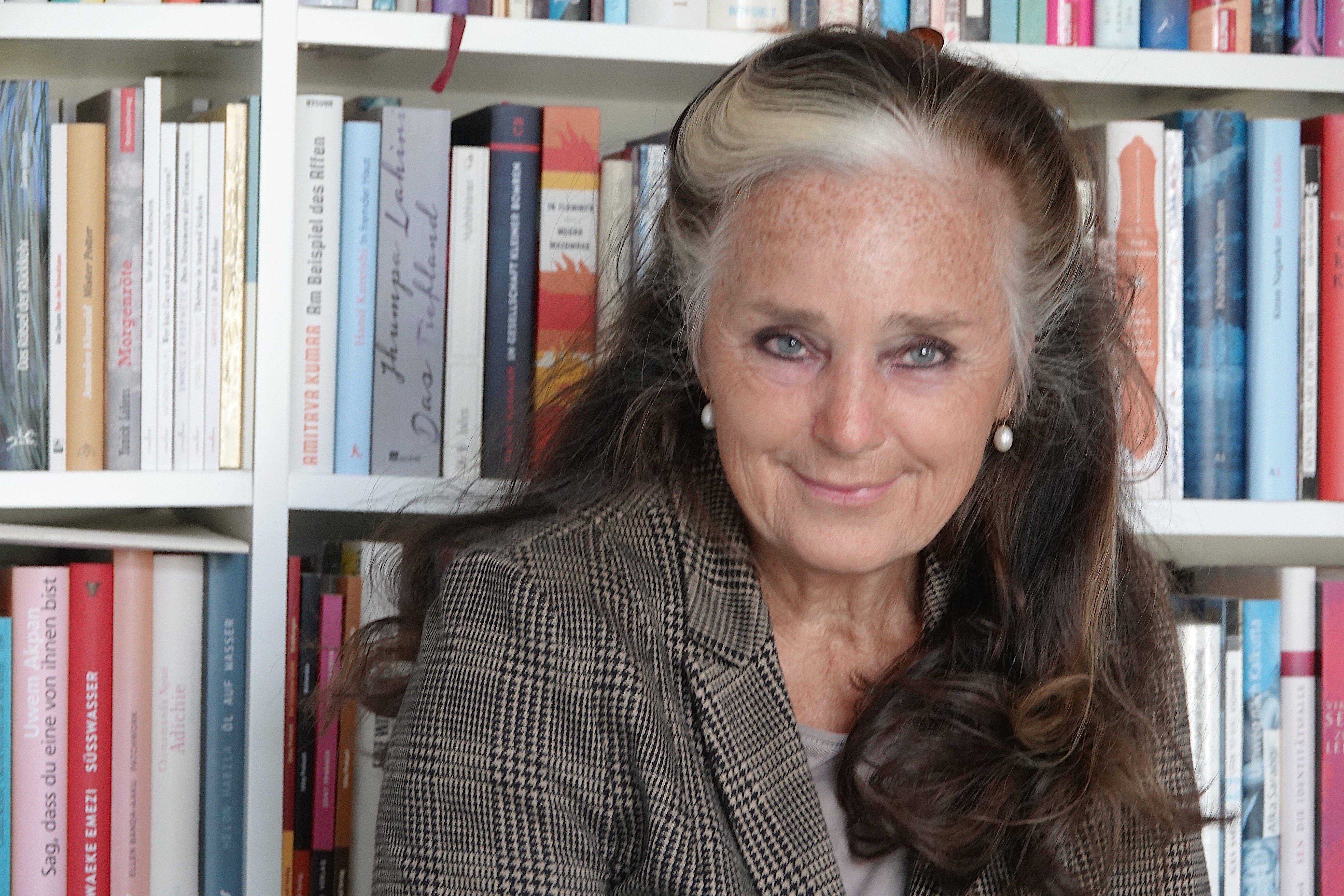
Cornelia Zetzsche 2022

ist eine deutsche Journalistin, Autorin, Literaturkritikerin und Moderatorin. Von 2002 bis 2023 war sie BR-Hörfunk-Redakteurin. Von Mai 2022 bis Mai 2023 Vizepräsidentin des PEN-Zentrum Deutschland sowie dessen Writers-in-prison- und Writers-at-Risk-Beauftragte.

## Ausbildung
Mit der Familie flüchtete Cornelia Zetzsche 1961 aus der damaligen DDR. In Nürnberg verbrachte sie ihre Schulzeit bis zum Abitur und studierte dann Germanistik, Geschichte, Politik und später Sozialkunde zunächst in Tübingen, dann in München, wo sie 1982 das 1. Staatsexamen ablegte.
Nach Auslandsaufenthalten in Sambia und Simbabwe, Kanada und Indien, nach Lehrtätigkeiten in der Erwachsenenbildung, Praktika bei der Europäischen Gemeinschaft im Pressebüro in Bonn, sowie in Brüssel und Straßburg mit dem Schwerpunkt Umwelt- und Entwicklungspolitik, absolvierte sie von 1983 bis 1985 das Referendariat in München und Freising, bis sie 1985 ihr 2. Staatsexamen ablegte.

## Werdegang als Buchautorin und Journalistin
Nach einer Hospitanz beim Bayerischen Rundfunk 1985 arbeitete Zetzsche fortan als Feste Freie Mitarbeiterin, zunächst beim „Münchner Mittagsmagazin“ unter der Leitung von Rüdiger Stolze, und moderierte „Kultur Aktuell“. Von 1989 bis 2002 zusätzlich zum Hörfunk auch für Fernsehen und Print-Medien in verschiedenen Bereichen der Kultur u. a. der Literatur- und Theaterkritik, sowie als Reisejournalistin.
2002 wurde sie Redakteurin in der Abteilung Kulturkritik im Bayerischen Rundfunk. Dort gestaltete und moderierte sie regelmäßig die wöchentlichen Sendungen Kulturjournal und Diwan. 2005 übernahm Cornelia Zetzsche die Ressortleitung „Literatur“ im BR (Hörfunk). Auf B5 Aktuell, später BR24 und der Welle Bayern2  stand sie mit Literaturkritiken, Interviews und Moderationen für viele Formate u. a. für die Sendung „radio Texte - Das offene Buch“.
Als Buchautorin veröffentlichte Zetzsche unter anderem 2006 die Anthologie Zwischen den Welten. Geschichten aus dem modernen Indien. Darin porträtiert sie zeitgenössische indische Dichter und Dichterinnen, sowie Prosaautoren und -autorinnen verschiedenster Religionen und indischer Sprachen von Neu Delhi bis Chennai, von Kolkata bis Mumbai und spiegelt mit Gedichten und Kurzgeschichten eine Fülle literarischer Stile. „Die Texte ergeben ein faszinierendes Panorama der großen Vielfalt von Sprachen, Religionen und Traditionen, die in Indien nebeneinander existieren, und das jenseits der bekannten ‚Bollywood‘-Klischees“, schrieb Sarah Elsing in der Süddeutschen Zeitung.
2024 befasste sie sich in ihrem Essay Vom Klang des Lesens mit der Frage wie Dichter und Schriftstellerinnen lesen, hören, schreiben. Wie prägt das Hören die Literatur? Was sind die Wechselwirkungen zwischen Hören, Lesen und Schreiben? In ihren Gesprächen mit Autoren und Schriftstellerinnen wie Michael Köhlmeier, Nora Gomringer und Ulrike Draesner und vielen anderen entfaltet sich ein vielstimmiger Dialog über die Bedeutung des Klangs in der literarischen Praxis. Von der rhythmischen Struktur des Schreibens bis zum Vorlesen als kulturelle Tradition.

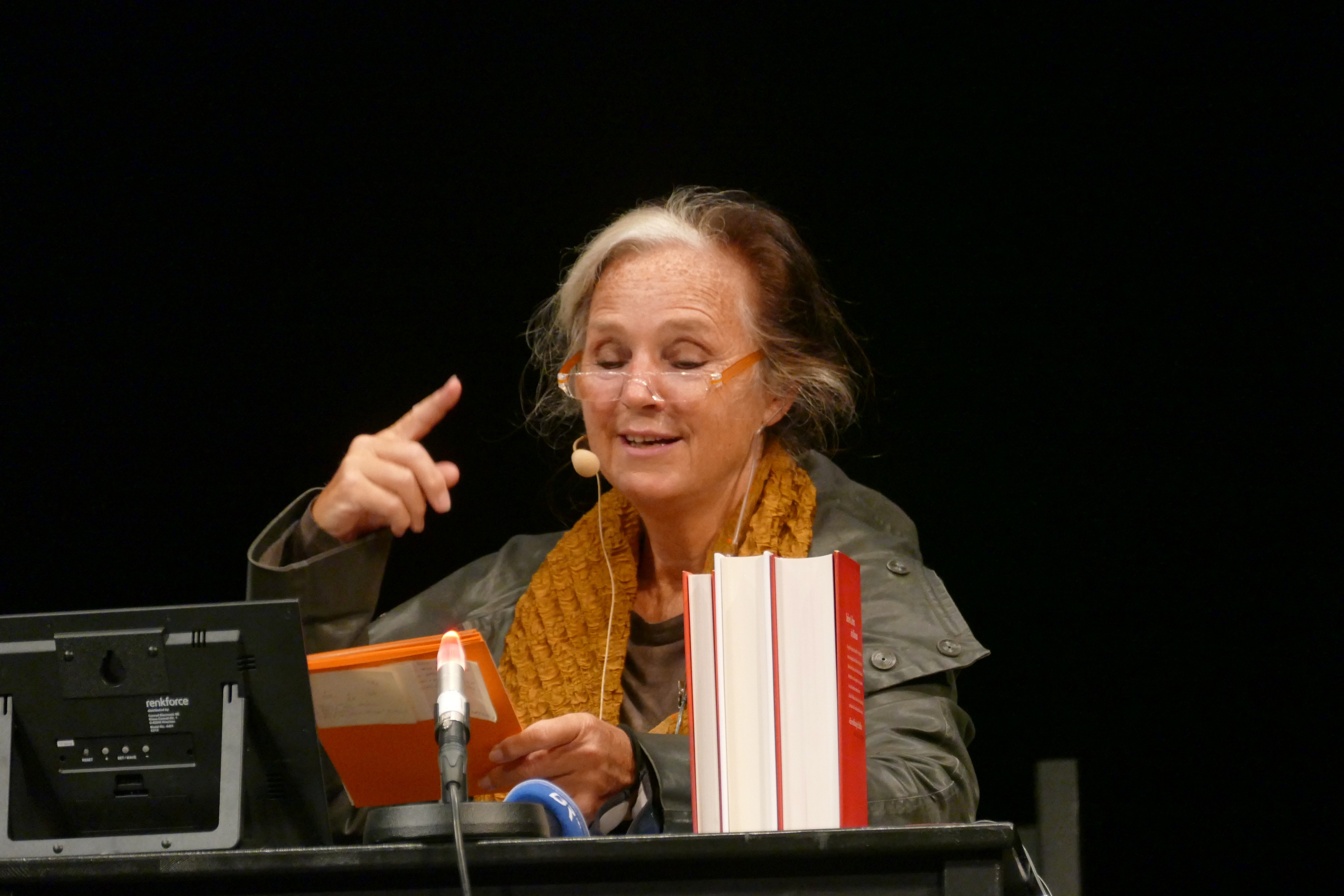
Cornelia Zetzsche bei der Live-Übertragung des Diwan 2021 beim Erlanger Poetenfest

Seit 2022 ist Cornelia Zetzsche Freie Literaturkritikerin, Kuratorin und Moderatorin.

## Engagement für das PEN-Zentrum Deutschland
Im Mai 2022 wurde sie zur PEN Vizepräsidentin und Writers in Prison/Writers at Risk - Beauftragten gewählt, zunächst in Interims-Funktion. Im Oktober 2022 erfolgte dann die Wiederwahl. Unter anderem setzte sie sich für die in Simbabwe angeklagte Autorin Tsitsi Dangarmebga ein, organisierte unter anderem eine weltweite Online-Lesung aus Salman Rushdies Romanen, nach dem Attentat auf den Autor der „Satanischen Verse“ im August 2022, und Mahnwachen in verschiedenen Städten, um die Freilassung von Julian Assange zu erreichen.

## Kuratorische Tätigkeiten
- 2000 Weltstädte – Stadtwelten, Frühjahrsbuchwoche München
- 2002 Indien, Frühjahrsbuchwoche München
- 2010–2019 Afterwork-Lesungen im Literaturhaus München[9]
- 2017 „Höre mich!“ SchriftstellerInnen schreiben Psalmen neu, St. Matthäus und BR[10]
- 2020 Literarisches Programm zur Ausstellung Anselm Kiefer. Opus Magnum, Kooperation mit dem Franz Marc Museum, sowie für den Katalog[11]
- 2022 Literarisches Programm zur Ausstellung Max Beckmann. Departure, Kooperation mit der Pinakothek der Moderne[12]

## Jury-Mitwirkungen (Auswahl)
- Deutscher Buchpreis (2010)
- Hermann-Kesten-Preis
- Jakob-Wassermann-Preis
- Jean-Paul-Preis
- Geschwister-Scholl-Preis
- Großer Literaturpreis

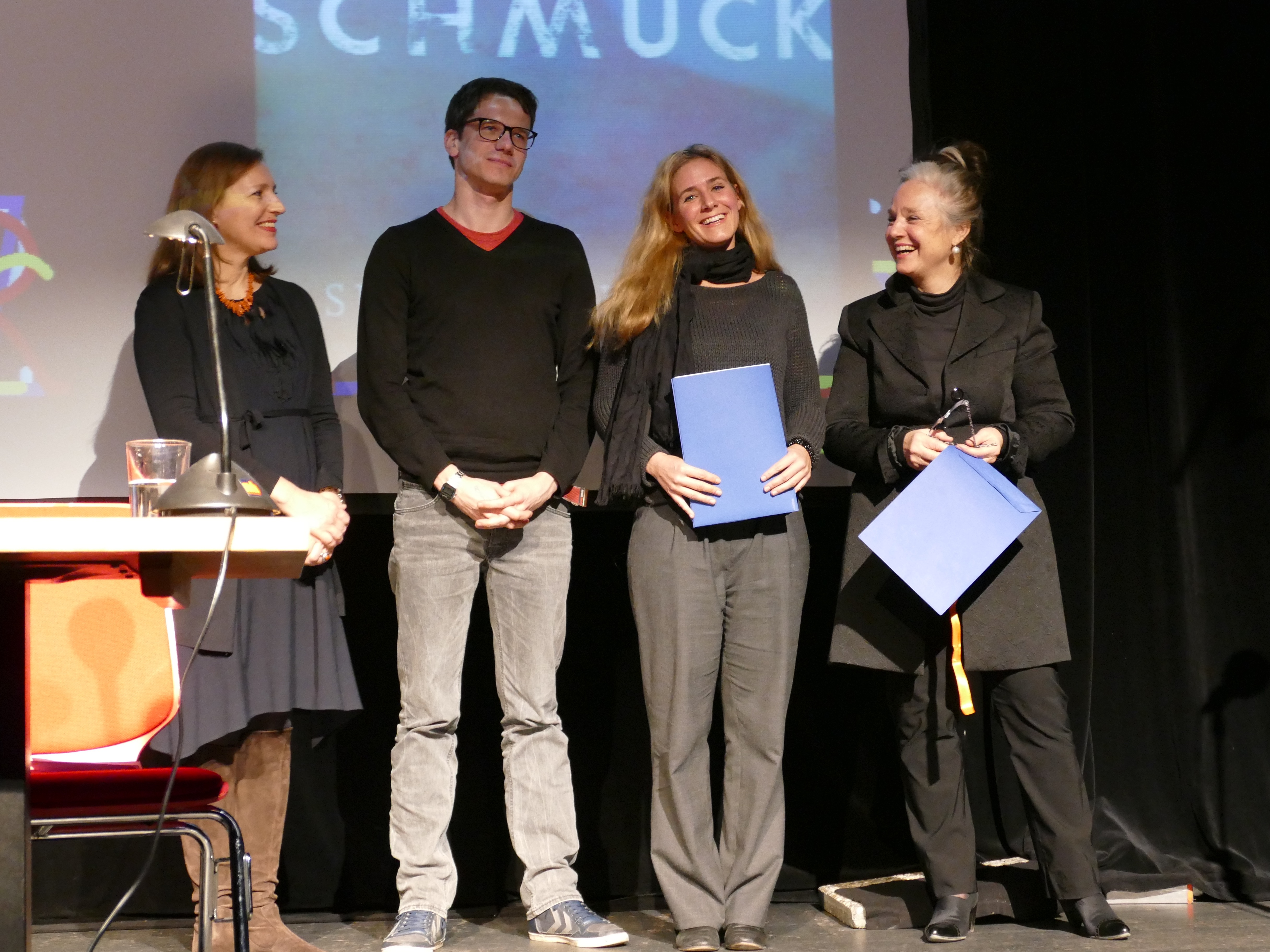
C. Zetzsche (rechts) beim Bayern2-Wortspiele-Peis (2016)

- Kultureller Ehrenpreis der Landeshauptstadt München
- Bayern2-Wortspiele-Preis[13]

## Veröffentlichungen (Auswahl)
- Vom Klang des Lesens. Wie Schriftsteller und Schriftstellerinnen lesen, hören, schreiben, transcript Verlag, Bielefeld,  2024, ISBN 978-3-8394-6987-3
- Daur Nachkebia: Nacht, ich stehe an deinem Ufer; Guram Odischaria: Die Katze des Präsidenten. Übersetzung: Katja Wolters, Lydia Nagel; Vorwort: Cornelia Zetzsche. Klak Verlag, Berlin 2022, ISBN 978-3-948156-59-6.
- Salam Yamen, lieber SAID. Ein Dialog. Mit CD. Hrsg.: Franziska Sperr und Cornelia Zetzsche, Übersetzung: Leila Chammaa. Kirchheim, Gauting 2018, ISBN 978-3-87410-138-7.
- Ilija Trojanow. In: Kritisches Lexikon zur deutschsprachigen Gegenwartsliteratur. 2015.
- Zwischen den Welten. Geschichten aus dem modernen Indien. Hrsg. Cornelia Zetzsche, Insel. Frankfurt am Main 2004, ISBN 3-458-17314-5.
- Diese brüchige Haut der Seele und Irgendwo in diesem fernen Land. Schriftsteller-Porträts zum Dichter SAID und dem kurdischen Erzähler Haydar Işık. In: Elisabeth Tworek (Hrsg.): Fremd(w)orte. A1 Verlag, München 2000, ISBN 3-927743-48-8.
- Schreib, Senzl, schreib. Porträt der Dichterin Emerenz Meier. In: Edda Ziegler (Hrsg.): Der Traum vom Schreiben. A1 Verlag, München 2000, ISBN 3-927743-54-2.
- Lexikon-Artikel zu Elazar Benyoëtz, Gino Chiellino, Sherko Fatah, Adel Karasholi, Ruth Klüger, José F.A. Oliver, Emine Sevgi Özdamar, Yüksel Pazarkaya, Said, Zafer Şenocak, Ilija Trojanow In: Hermann Kunisch, Dietz-Rüdiger Moser: Neues Handbuch der deutschen Gegenwartsliteratur seit 1945. Nymphenburger Verlag, München 1990, ISBN 3-485-03550-5.

## Hörbücher (Auswahl)
- Regie: Uwe Timm: Ikarien. gelesen von Ulrich Noethen. Random House Audio, München 2017
- Redaktion: Martin Walser: Statt etwas oder der letzte Rank. Autorenlesung. argon edition, Berlin 2017

- Redaktion: Friedrich Ani: Die Ermordung des Glücks. gelesen von August Zirner. Osterwold Audio 2017
- Regie: Paulus Hochgatterer: Der Tag, an dem mein Großvater ein Held war.  gelesen von Valery Tscheplanowa. Audio Media Verlag München 2017, Deutscher Hörbuchpreis 2018

- Redaktion: Martin Walser: Ein sterbender Mann. Autorenlesung. argon edition, Berlin 2016.

- Regie: F. Scott Fitzgerald: Die Strasse der Pfirsiche. Gelesen von Anna Thalbach und Nico Holonic. audio media 2015.
- Herausgeberin und Regie: Es war einmal ... Autoren erzählen Grimms Märchen neu. Exklusive Texte und Autorenlesungen von und mit Marjana Gaponenko, Felicitas Hoppe, Sibylle Lewitscharoff, Uwe Timm, Ingo Schulze u. a., Hörbuch Hamburg 2013.

- Redaktion: Josef Bierbichler: Mittelreich. gelesen von Josef Bierbichler, Regie: Eva Demmelhuber. Der Audio Verlag, Berlin 2011.
- Regie: Salman Rushdie: Shalimar der Narr. gelesen von Gert Heidenreich. Patmos, Düsseldorf 2005

## Preise
- 2012 Deutscher Hörbuchpreis mit Josef Bierbichler (Cornelia Zetzsche: Redaktion)
- 2018 Deutscher Hörbuchpreis mit Valery Tscheplanowa (Cornelia Zetzsche: Regie)